# Cattedrale di San Giovanni (Oban)
La cattedrale di San Giovanni Divino è il principale edificio di culto della diocesi di Argyll e delle Isole della Chiesa episcopale scozzese.

## Storia

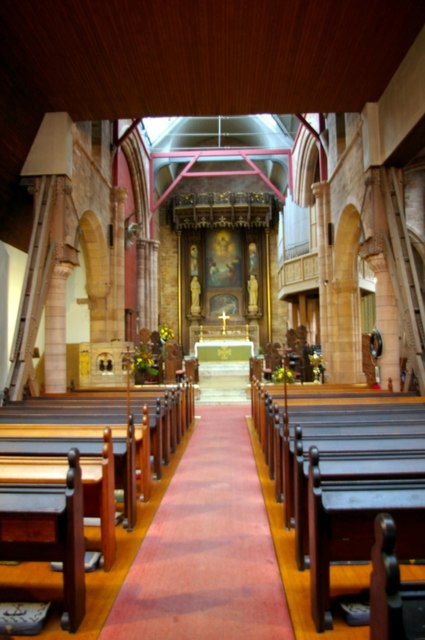
L’interno

I MacDougalls di Dunollie e Campbells di Dunstaffnage iniziarono il progetto di costruire una chiesa episcopale a Oban nel 1846. La prima chiesa fu completata nel 1864. Il comitato per l'erezione della chiesa nominò Charles Wilson come architetto, ma dopo la sua morte, il lavoro fu affidato al suo successore, David Thomson dello studio di architettura Heath Wilson & David Thomson di Glasgow. Siccome il vescovo di Argyll e delle Isole Alexander Ewing si trovava in Europa a causa della sua salute, quindi la chiesa fu consacrata dal vescovo di Londra Archibald Campbell Tait giovedì 22 settembre 1864.
Il tempio è stato descritto come di piccole dimensioni, costituito solo da una navata e da un presbiterio, la lunghezza totale è di 61 piedi (19 m) all'interno. La finestra est fu riempita di vetro dipinto e donata da Sir Donald Campbell, III baronetto di Dunstaffnage in memoria di suo fratello Sir Angus. Il rosone del timpano occidentale era pieno di vetri dipinti, dono di David Hutcheson. Gli appaltatori per l'edificio furono John McCorquodale per la muratura, Andrew Fairgrieve per l'impianto idraulico, Hugh Brown per l'ardesia, George McAlpine per l'intonacatura, Charles McLaren per le vetrate, R. Reguson & Sons per la pittura e G. Smith & Co per la lavorazione del ferro. Il costo della prima fase della costruzione è stato di circa 1.400 sterline.
Nel 1882 fu aggiunta una navata laterale a sud dell'edificio del 1864. I fondi si esaurirono prima che la costruzione fosse terminata, così ci ritroviamo con una cattedrale unica (designata come tale nel 1920) con ogni fase chiaramente visibile nella cattedrale e le travi d'acciaio che ancora sostengono la visione incompleta di una grande struttura.